# Championnat des Antilles néerlandaises de football 1963
Navigation
Saison précédente Saison 1965
La saison 1963 du Championnat des Antilles néerlandaises de football est la quatrième édition de la Kopa Antiano, le championnat des Antilles néerlandaises. Les deux meilleures équipes de Curaçao et d'Aruba se rencontrent lors d'un tournoi inter-îles. 
Les quatre clubs qualifiés sont regroupés au sein d'une poule unique où chaque équipe rencontre deux fois ses adversaires. L'équipe en tête de la poule est sacrée championne des Antilles néerlandaises.
C'est le SV Veendam, champion de Curaçao, qui est sacré cette saison après avoir terminé en tête de la poule, devant le SV Dakota, champion d'Aruba. Il s’agit du tout premier titre de champion des Antilles néerlandaises de l’histoire du club.

## Compétition
Le barème utilisé pour établir le classement est le suivant :
- Victoire : 2 points
- Match nul : 1 point
- Défaite : 0 point

### Championnat d'Aruba
| Rang | Équipe               | Pts | J  | G  | N | P  | Bp | Bc | Diff |
| ---- | -------------------- | --- | -- | -- | - | -- | -- | -- | ---- |
| 1    | SV DakotaT           | 23  | 14 | 10 | 3 | 1  | 33 | 15 | +18  |
| 2    | SV Racing Club Aruba | 21  | 14 | 10 | 1 | 3  | 39 | 22 | +17  |
| 3    | SV Estrella          | 21  | 14 | 7  | 1 | 6  | 31 | 23 | +8   |
| 4    | San Nicolas Juniors  | 14  | 14 | 5  | 4 | 5  | 32 | 30 | +2   |
| 5    | SV Jong Aruba        | 13  | 14 | 6  | 1 | 7  | 32 | 39 | -7   |
| 6    | Aruba Juniors        | 10  | 14 | 5  | 1 | 8  | 24 | 30 | -6   |
| 7    | SV Tropical          | 7   | 14 | 3  | 1 | 10 | 26 | 46 | -20  |
| 8    | River Plate Aruba    | 5   | 14 | 2  | 2 | 10 | 25 | 39 | -14  |

|  | Champion de Curaçao 1963 et qualification pour la Kopa Antiano |
|  | Qualification pour la Kopa Antiano                             |
|  | Relégation directe en deuxième division                        |
|  | T : Tenant du titre                                            |

### Championnat de Curaçao
| Rang | Équipe                    | Pts | J  | G  | N | P | Bp | Bc | Diff |
| ---- | ------------------------- | --- | -- | -- | - | - | -- | -- | ---- |
| 1    | SV Veendam                | 23  | 14 | 10 | 3 | 1 |    |    |      |
| 2    | RKVFC SithocT             | 19  | 13 | 9  | 1 | 3 |    |    |      |
| 3    | RKSV Scherpenheuvel       | 17  | 14 | 8  | 1 | 5 |    |    |      |
| 4    | CRKSV Jong Colombia       | 13  | 13 | 5  | 3 | 5 |    |    |      |
| 5    | Sport Unie Brion-Trappers | 10  | 13 | 2  | 6 | 5 |    |    |      |
| 6    | SV Mahuma                 | 10  | 13 | 3  | 4 | 6 |    |    |      |
| 7    | CRKSV Jong Holland        | 9   | 13 | 3  | 3 | 7 |    |    |      |
| 8    | SV Sint Joris             | 5   | 13 | 0  | 5 | 8 |    |    |      |

|  | Champion de Curaçao 1963 et qualification pour la Kopa Antiano |
|  | Qualification pour la Kopa Antiano                             |
|  | Relégation directe en deuxième division                        |
|  | T : Tenant du titre                                            |

### Kopa Antiano
| Rang | Équipe               | Pts | J | G | N | P | Bp | Bc | Diff |  | Résultats (▼ dom., ► ext.) | Vee | Dak | Sit | Rac |
| ---- | -------------------- | --- | - | - | - | - | -- | -- | ---- |  | -------------------------- | --- | --- | --- | --- |
| 1    | SV Veendam           | 8   | 6 | 3 | 2 | 1 | 10 | 7  | +3   |  | SV Veendam                 |     | 2-0 | 0-0 | 0-3 |
| 2    | SV Dakota            | 5   | 5 | 2 | 1 | 2 | 6  | 8  | -2   |  | SV Dakota                  | 0-3 |     | 2-2 | 2-0 |
| 3    | RKVFC SithocT        | 4   | 5 | 1 | 2 | 2 | 7  | 7  | 0    |  | RKVFC SithocT              | 2-3 | 1-2 |     |     |
| 4    | SV Racing Club Aruba | 3   | 4 | 1 | 1 | 2 | 5  | 6  | -1   |  | SV Racing Club Aruba       | 2-2 |     | 0-2 |     |

|  | Champion des Antilles néerlandaises 1963 |
|  | T : Tenant du titre                      |

- Le SV Racing Club Aruba déclare forfait pour les deux derniers matchs de poule, accusant le RKVFC Sithoc d'avoir aligné un joueur non-qualifié.

## Bilan de la saison
| Championnat des Antilles néerlandaises de football 1963 |                        |
| Champion                                                | SV Veendam (1er titre) |
| Promotions et relégations                               |                        |
| Promus en Kopa Antiano                                  | Aucun                  |
| Relégués                                                | Aucun                  |